# John Matheson
Pour les articles homonymes, voir Matheson.
John Ross Matheson (14 novembre 1917 - 27 décembre 2013) est un avocat, juge, colonel et homme politique canadien qui a contribué au développement du drapeau du Canada actuel et de l'Ordre du Canada.

## Carrière militaire
Il a servi en tant qu'officier au 1er régiment de campagne, Royal Canadian Horse Artillery et dans la 1re Division du Canada. Il sera blessé en Italie pendant la Seconde Guerre mondiale. Il a ensuite occupé des postes honoraires avec le 30e Régiment d'artillerie de campagne et le Régiment royal de l'Artillerie canadienne de 1972 à 1982. Il prend sa retraite avec le grade de colonel.

## Distinctions
- En 1993, il est fait officier de l'Ordre du Canada.
- En 1999, il est le premier récipiendaire de la Distinguished Service Award de la Canadian Association of Former Parliamentarians, une distinction offerte « à ceux qui ont apporté une contribution exceptionnelle au pays et à ses institutions »[1].
- Chevalier du Très vénérable ordre de Saint-Jean
- Chevalier commandeur du mérite de l'Ordre de Saint-Lazare de Jérusalem
- Médaille du centenaire du Canada
- Médaille du jubilé de la reine Élisabeth II
- Médaille commémorative du 125e anniversaire de la Confédération du Canada
- Médaille du jubilé d'or de la reine Élisabeth II
- Décoration des Forces canadiennes